# Sideshow

Sideshow (1941)

Eine Sideshow war in der US-amerikanischen Unterhaltungskultur ein spektakuläres Beiprogramm von Zirkus- oder Jahrmarktveranstaltungen. Dies konnte eine Abnormitätenschau („Freakshow“), eine Art Völkerschau, ein Varieté-Programm wie das Vaudeville oder eine erotische Darbietung wie die Burlesque sein. Sie richtete sich eher an ein Publikum aus einfachen Verhältnissen.
Sideshows waren populär vor dem Aufkommen der elektronischen Medien in den 1920er Jahren. Zu den letzten regelmäßigen Sideshows mit humorvoll-historistischem Anstrich gehören die Sideshows by the Seashore auf Coney Island.

## Rezeption, heutige Begriffsverwendung
Das Broadway-Musical Side Show (1997) zeigt die Karriere der siamesischen Zwillinge Daisy und Violet Hilton im ersten Drittel des 20. Jahrhunderts.
Der Ausdruck wird in der Bedeutung des Nebensächlichen, aber Spektakulären (und etwas Anrüchigen) noch heute verwendet. Sideshow kann im Horror- oder Satire-Genre auch den Inbegriff des Schrägen und Abseitigen bedeuten (wie bei Sideshow Bob in der Fernsehserie Die Simpsons).